# Хомутяновка
Хомутяновка (рум. Homuteanovca) — село в Яловенском районе Молдавии. Наряду с сёлами Гангура, Александровка и Мисовка входит в состав коммуны Гангура.

## География
Село расположено на высоте 63 метров над уровнем моря.

## Население
По данным переписи населения 2004 года, в селе Хомутяновка проживает 160 человек (74 мужчины, 86 женщин).
Этнический состав села:
| Национальность | Число жителей | Процентный состав |
| -------------- | ------------- | ----------------- |
| болгары        | 78            | 48.75             |
| молдаване      | 55            | 34.38             |
| украинцы       | 15            | 9.38              |
| русские        | 11            | 6.88              |
| гагаузы        | 1             | 0.63              |
| Всего          | 160           | 100%              |